# خط طول 108° شرق
خط طول 108° شرق هو أحد خطوط الطول الجغرافية، والتي تمتد من القطب الشمالي الجغرافي إلى القطب الجنوبي الجغرافي، وحسب التحويل الزمني يتقدم خط طول 108° شرق عن خط غرينتش بـ7 ساعات و12 دقيقة.

## من القطب إلى القطب
ينطلق خط طول 108° شرق من القطب الشمالي نحو القطب الجنوبي مرورا بالمناطق التي ترد في الجدول التالي:
| الإحداثيات                           | البلد أو الإقليم أو البحر | ملاحظات |
| ------------------------------------ | ------------------------- | --- |
| 90°0′N 108°0′E / 90.000°N 108.000°E  | المحيط المتجمد الشمالي    | |
| 79°44′N 108°0′E / 79.733°N 108.000°E | بحر لابتيف                | مرورا بشرق جزيرة مالي تايمير [لغات أخرى]‏, كراسنويارسك كراي, روسيا (في 78°7′N 107°45′E / 78.117°N 107.750°E) · مرورا بشرق Ostrov Bol'shoy Island, Krasnoyarsk Krai, روسيا (في 77°18′N 107°45′E / 77.300°N 107.750°E) |
| 76°55′N 108°0′E / 76.917°N 108.000°E | روسيا                     | كراسنويارسك كراي — تايميار |
| 76°54′N 108°0′E / 76.900°N 108.000°E | Faddey Bay                | |
| 76°31′N 108°0′E / 76.517°N 108.000°E | روسيا                     | كراسنويارسك كراي — تايميار |
| 73°39′N 108°0′E / 73.650°N 108.000°E | Khatanga Gulf             | |
| 73°12′N 108°0′E / 73.200°N 108.000°E | روسيا                     | كراسنويارسك كراي ياقوتيا — من 69°43′N 108°0′E / 69.717°N 108.000°E Krasnoyarsk Krai — من 64°11′N 108°0′E / 64.183°N 108.000°E إركوتسك أوبلاست — من 64°1′N 108°0′E / 64.017°N 108.000°E بورياتيا — من 53°14′N 108°0′E / 53.233°N 108.000°E (border is in بحيرة بيقال) كراي عبر البايكال — من 50°20′N 108°0′E / 50.333°N 108.000°E |
| 49°40′N 108°0′E / 49.667°N 108.000°E | منغوليا                   | |
| 42°26′N 108°0′E / 42.433°N 108.000°E | جمهورية الصين الشعبية     | منغوليا الداخلية شنشي – من 37°49′N 108°0′E / 37.817°N 108.000°E قانسو – من 36°38′N 108°0′E / 36.633°N 108.000°E Shaanxi – من 35°16′N 108°0′E / 35.267°N 108.000°E سيتشوان – من 32°8′N 108°0′E / 32.133°N 108.000°E تشونغتشينغ – من 30°1′N 108°0′E / 30.017°N 108.000°E قويتشو – من 29°2′N 108°0′E / 29.033°N 108.000°E قوانغشي – من 25°11′N 108°0′E / 25.183°N 108.000°E |
| 21°33′N 108°0′E / 21.550°N 108.000°E | فيتنام                    | محافظة كوانغ ننه – لحوالي 10 km |
| 21°27′N 108°0′E / 21.450°N 108.000°E | بحر الصين الجنوبي         | خليج تونكين |
| 16°18′N 108°0′E / 16.300°N 108.000°E | فيتنام                    | Thừa Thiên–Huế دا نانغ – من 16°12′N 108°0′E / 16.200°N 108.000°E محافظة كوانغ نام – من 15°55′N 108°0′E / 15.917°N 108.000°E محافظة كون توم – من 15°0′N 108°0′E / 15.000°N 108.000°E محافظة زا لاي – من 14°15′N 108°0′E / 14.250°N 108.000°E محافظة داك لاك – من 13°23′N 108°0′E / 13.383°N 108.000°E محافظة داك نونغ – من 12°18′N 108°0′E / 12.300°N 108.000°E محافظة لام دونغ – من 12°7′N 108°0′E / 12.117°N 108.000°E Đắk Nông – من 12°3′N 108°0′E / 12.050°N 108.000°E Lâm Đồng – من 11°48′N 108°0′E / 11.800°N 108.000°E محافظة بنه توان – من 11°20′N 108°0′E / 11.333°N 108.000°E |
| 10°42′N 108°0′E / 10.700°N 108.000°E | بحر الصين الجنوبي         | |
| 4°2′N 108°0′E / 4.033°N 108.000°E    | إندونيسيا                 | جزيرة ناتونا الكبرى |
| 3°56′N 108°0′E / 3.933°N 108.000°E   | بحر الصين الجنوبي         | |
| 2°35′S 108°0′E / 2.583°S 108.000°E   | إندونيسيا                 | جزيرة بليتونغ |
| 3°15′S 108°0′E / 3.250°S 108.000°E   | بحر جاوة                  | |
| 6°17′S 108°0′E / 6.283°S 108.000°E   | إندونيسيا                 | جزيرة جاوة (جزيرة) |
| 7°44′S 108°0′E / 7.733°S 108.000°E   | المحيط الهندي             | |
| 60°0′S 108°0′E / 60.000°S 108.000°E  | المحيط الجنوبي            | |
| 66°35′S 108°0′E / 66.583°S 108.000°E | القارة القطبية الجنوبية   | الإقليم الأسترالي في القارة القطبية الجنوبية, المطالب الإقليمية بالقارة القطبية الجنوبية by أستراليا |